# Joaquim José Rodrigues Torres
Joaquim José Rodrigues Torres, Visconde de Itaboraí (Freguesia de São João de Itaborahy, Vila de Santo Antônio de Sá, 13 de dezembro de 1802 — Rio de Janeiro, 8 de janeiro de 1872), foi um jornalista e político brasileiro.

## Biografia
Filho de Manuel José Rodrigues Torres e de Emerenciana Matilde Torres, fez seu estudo básico no Rio de Janeiro e depois partiu para Portugal, onde se formou em matemática na Universidade de Coimbra, em 1825. Ao retornar ao Rio de Janeiro, no ano seguinte foi logo contratado como lente substituto da Real Academia Militar. Retornou à Europa em 1827, aperfeiçoou seus estudos em Paris até 1829, retornou ao Brasil e permaneceu no magistério até 1833.
Filiado ao Partido Liberal, fundou o jornal Independente, que teve curta duração. Iniciou na vida pública como ministro da Marinha, em 16 de julho de 1831. Posteriormente, já ligado ao Partido Conservador, ao lado de Eusébio de Queirós e do Visconde de Uruguai, compôs a tríade de importantes políticos, apelidada de "Trindade Saquarema".
Se uniu a família Cotrim do Rio de Janeiro e teve como neto o Dr. Eduardo Augusto Torres Cotrim que foi engenheiro, agricultor, pecuarista e político.
Foi deputado geral na 3ª legislatura pela corte e pelo Rio de Janeiro, primeiro presidente da província do Rio de Janeiro, cargo no qual, entre outras realizações, instalou a capital fluminense na Vila Real da Praia Grande, no ano seguinte renomeada Niterói, e criou sua Guarda Policial, atual Polícia Militar. Em 1837 transfere-se para o Partido Conservador.
Foi também presidente do Banco do Brasil em dois períodos, ministro da Fazenda (ver gabinetes Gabinete Olinda I e Monte Alegre), conselheiro de Estado e senador do Império do Brasil de 1844 a 1872.
Em 11 de dezembro de 1854 foi agraciado visconde, oficial da Imperial Ordem do Cruzeiro, membro do Instituto Histórico e Geográfico Brasileiro. Foi contrário a lei do ventre livre antes de sua promulgação.

## Gabinete de 11 de maio de 1852
Ver artigo principal: Gabinete Itaboraí I
Foi Presidente do Conselho de Ministro e simultaneamente ministro da Fazenda
- Ministro do Império: Francisco Gonçalves Martins
- Ministro dos Estrangeiros: Paulino José Soares de Sousa
- Ministro da Justiça: José Ildefonso de Sousa Ramos, Luís Antônio Barbosa
- Ministro da Marinha: Zacarias de Góis
- Ministro da Guerra: Manuel Felizardo de Sousa e Melo

## Gabinete de 16 de julho de 1868
Ver artigo principal: Gabinete Itaboraí II
Foi Presidente do Conselho de Ministro e simultaneamente ministro da Fazenda
- Ministro dos Negócios do Império: Paulino José Soares de Sousa
- Ministro da Justiça: José de Alencar, Joaquim Otávio Nébias, Manuel Vieira Tosta
- Ministro dos Estrangeiros: José Maria da Silva Paranhos
- Ministro da Marinha: João Maurício Wanderley
- Ministro da Guerra: Manuel Vieira Tosta
- Ministro da Agricultura, Comércio e Obras Públicas: Joaquim Antão Fernandes Leão, Diogo Velho Cavalcanti de Albuquerque

## Oposição à Lei do Ventre Livre
A Lei do Ventre Livre, promulgada em 1871, enfrentou resistência de setores escravocratas preocupados com os possíveis impactos sociais e econômicos da medida. Entre os opositores, destacou-se o Visconde de Itaboraí, que argumentou contra a proposta ao longo de sessões de votação no senado sob três principais perspectivas.
Primeiramente, ele apontou o risco de possíveis conflitos sociais decorrentes da convivência de negros livres e escravizados nas mesmas fazendas, o que poderia estimular rebeliões e desordens. Em segundo lugar, criticou a liberdade parcial concedida aos filhos das escravizadas, que deveriam trabalhar até os 21 anos, considerando essa condição contraditória e insuficiente para garantir a verdadeira liberdade. Por fim, argumentou que a oposição dos fazendeiros não derivava de crueldade, mas sim de receios sobre os impactos da lei na estabilidade do trabalho rural e na segurança das propriedades.
A oposição do senador exemplifica as tensões entre as pressões por mudanças abolicionistas e os interesses escravocratas, ilustrando a resistência institucional e cultural ao processo de emancipação no Brasil.